# بورکی ماوه
بورکی ماوه (به لهستانی:  Borki Małe) یک روستا در لهستان است که در گمینا اولسنو (استان اوپوله) واقع شده‌است. بورکی ماوه ۵۴۰ نفر جمعیت دارد.